# La Débacle de Youdenitch
Pour plus de détails, voir Fiche technique et Distribution.
La Débacle de Youdenitch (Разгром Юденича, Razgrom Youdenitcha) est un film soviétique réalisé par Pavel Petrov-Bytov, sorti en 1940. 

## Fiche technique
- Titre original : Разгром Юденича
- Titre français : La Débacle de Youdenitch[1]
- Réalisation : Pavel Petrov-Bytov
- Scénario : Vladimir Nedobrovo, N. Brykine
- Photographie : Anatoli Nazarov
- Musique : Venedikt Pouchkov
- Pays d'origine : URSS
- Format : Noir et blanc - 35 mm - Mono
- Genre : historique
- Durée : 69 minutes
- Date de sortie : 1940

## Distribution
- Konstantin Skorobogatov : Ivan Ivanov
- Alexandre Tchekaïevski : Kachirine
- Vladimir Tchestnokov : Lioudenkvist
- Vladimir Gardine : Youdenitch
- Alexandre Violinov
- Evgueni Grigoriev : Likhterman
- Guennadi Mitchourine : Ossokine
- Alexandre Melnikov
- Vassili Sofronov : Bakhmetiev
- Pavel Kadotchnikov : Seniouchkine